# Ferhat ile Sirin
Ferhat ile Şirin (en español: Ferhat y Sirin) es una serie de televisión turca coproducida por O3 Medya y Artistanbul Media, dirigida por Mehmet Ada Öztekin y emitida en el canal Fox.

## Sinopsis
Ferhat (Tolga Sarıtaş) es un joven carpintero que realiza trabajos comunes en madera, que dio un gran salto, pasando de trabajar en un pequeño taller a las tiendas históricas del Gran Bazar, por lo que termina realizando un trabajo en la mansión Karalı.
Banu Karalı (Cansu Dere), tras la muerte de sus padre se convirtió en la cabeza de su familia, cuida del negocio familiar y de su joven hermana Sirin (Leyla Tanlar). Un día, los caminos de estas dos hermanas se cruzan con el de Ferhat ya que él le salva la vida a Sirin, debido a eso comienza a acercarse a la familia y a trabajar en la mansión. 
Pero hay algo que Ferhat busca detrás de todo esto, él fue abandonado de pequeño y quiere encontrar las respuestas sobre su pasado y saber que pasó con su madre. Por lo que se acerca a ambas hermanas para intentar recolectar información sobre su madre.
Ferhat, Şirin y Banu no saben que son arrastrados a un vórtice donde experimentarán el milagro y el desastre del amor... La suya es la historia de un amor legendario y es imposible que todos sean felices en esta historia. La mayor tragedia de este amor es en realidad la llamarada de otras cenizas de amor, que fueron amargadas con odio, dolor y venganza años atrás.

## Reparto[4]
- Cansu Dere como Banu Karalı
- Tolga Sarıtaş como Ferhat
- Leyla Tanlar como Şirin Karalı

- Yıldıray Şahinler como Hüsrev
- Ushan Çakır como Sadık
- Şehsuvar Aktaş como Salim
- Emel Çölgeçen como Şehnaz
- Alican Barlas como Yiğit
- Nihan Gür como Sıla
- Sarp Akkaya como Cemal
- Işıl Yücesoy como Hayriye
- Ali Bahadır Bahar como Remzi

## Producción
La serie se rodó en Beykoz y en el Gran Bazar ubicado en Estambul.